# Gilbert U-238 Atomic Energy Lab

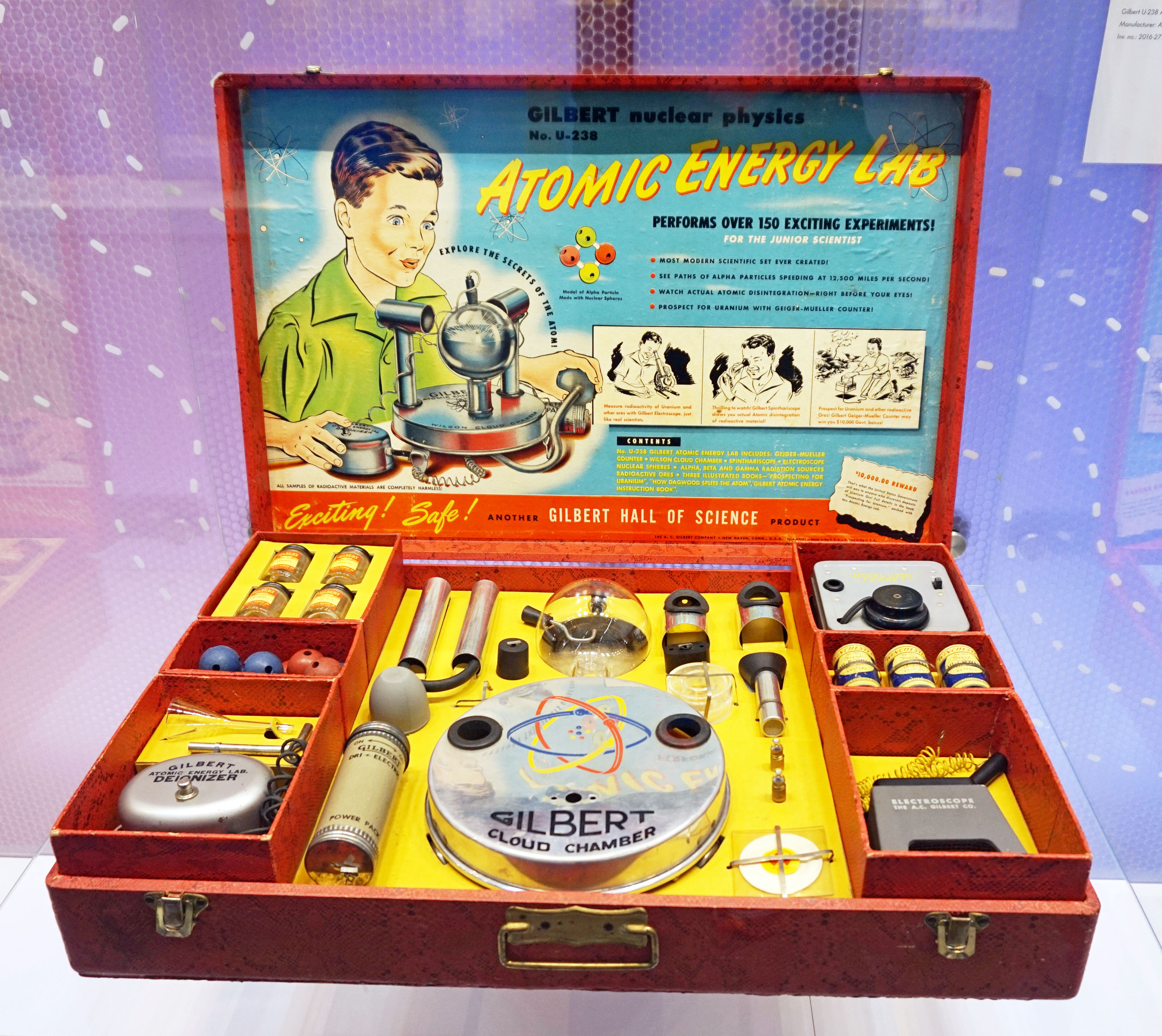
Le laboratoire d'énergie atomique Gilbert U-238 était présenté dans une mallette métallique personnalisée.

Le Gilbert U-238 Atomic Energy Lab (laboratoire d'énergie atomique Gilbert U-238), est un coffret de jeu scientifique lancé en 1950 par le fabricant de jouets A. C. Gilbert Company. Cette boîte de chimie était conçue pour que les enfants créent et observent des réactions de chimie nucléaire en utilisant des matières radioactives

## Contexte et développement
Le kit est créé par Alfred Gilbert, un athlète américain, magicien, fabricant de jouets, homme d'affaires et inventeur du célèbre jeu de construction Erector Set (en), similaire au Meccano. C'était une des douze boîtes de chimie disponibles sur le marché à l'époque. Les jouets de Gilbert comprenaient souvent des instructions pour que l'enfant puisse organiser son propre « spectacle de magie ». A l'intention des parents, il arguait que l'utilisation de réactions chimiques pouvait orienter la carrière de leur enfant vers les sciences et l'ingénierie.
En 1954, Gilbert écrit dans son autobiographie, The Man Who Lives in Paradise (L'Homme qui vit au paradis), que ce kit était « le plus spectaculaire de [leurs] nouveaux jouets éducatifs ». Il note que le gouvernement américain a encouragé le développement de ce jeu afin que le public comprenne ce qu'était l'énergie atomique, en mettant l'accent sur ses aspects constructifs. Gilbert prend également la défense de son kit de jeu et affirme qu'il était sûr et précis, et que certains des meilleurs physiciens nucléaires du pays avaient travaillé dessus :333-334.

## Description

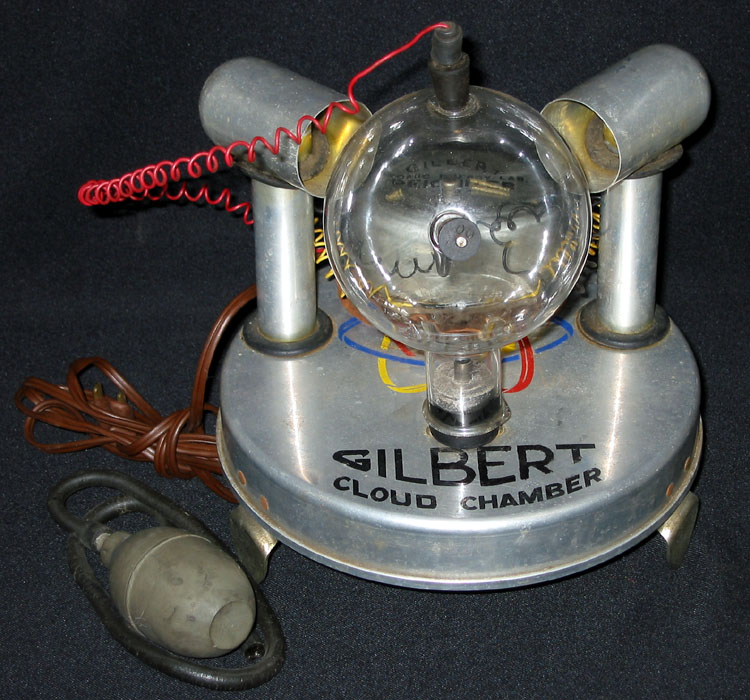
Chambre à brouillard Gilbert, assemblée.

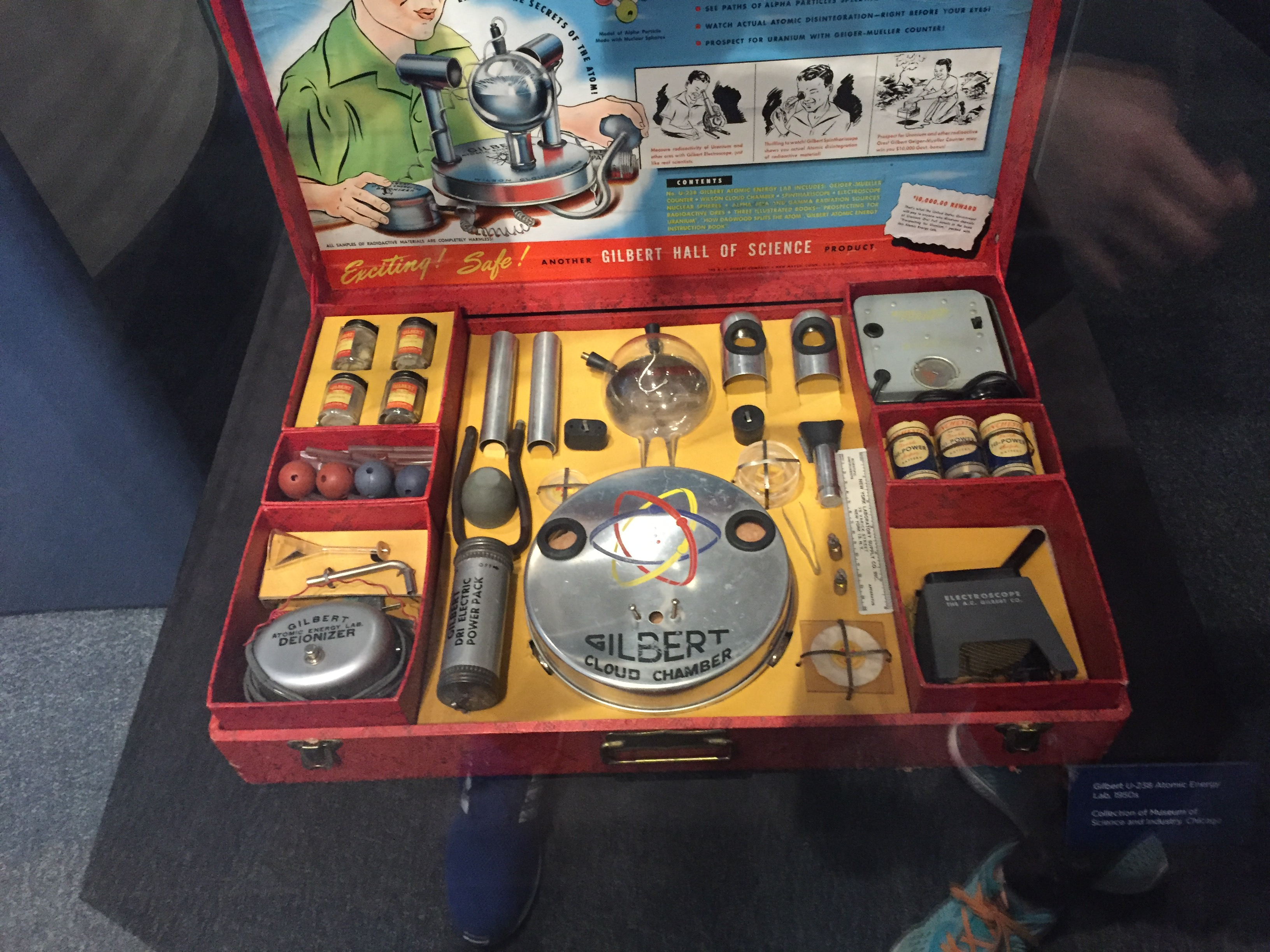
Contenu du kit.

Le laboratoire contenait une chambre à brouillard permettant à l'observateur d'observer les particules α se déplaçant à 12 000 miles/seconde (19312 km/s), un spinthariscope montrant les résultats les désintégrations nucléaires sur un écran fluorescent et un électroscope.
Les publicités originales de Gilbert affirmaient qu'aucun des matériaux ne pouvait s'avérer dangereux:333-334. Les instructions incitaient à prendre soin du laboratoire, et avertissaient les utilisateurs de ne pas briser les scellés de trois des bocaux d'échantillons de minerai, car « ils ont tendance à s'écailler et à s'effriter et vous courriez le risque d'avoir du minerai radioactif répandu dans votre laboratoire. Cela augmenterait le niveau de rayonnement de fond », altérant ainsi les résultats des expériences en faussant les performances du compteur Geiger,.
L'exemplaire du catalogue Gilbert assurait que « tous les matériaux radioactifs contenus dans le laboratoire d'énergie atomique ont été certifiés comme étant totalement sûrs par les laboratoires Oak-Ridge, qui font partie de la Commission de l'énergie atomique. »
L'ensemble était vendu à l'origine 49,50 $ (soit 530 $ de 2025 ) et contenait les éléments suivants :
- Compteur Geiger-Müller à piles
- Électroscope
- Spinthariscope
- Chambre à brouillard Wilson avec source alpha à courte durée de vie (Po-210) sous forme de fil
- Quatre bocaux en verre contenant des échantillons de minerais contenant : autunite, torbernite, uraninite et carnotite de la « région du plateau du Colorado »[1]
- Sources de rayonnement de faible intensité :
  - bêta-alpha (Pb-210)
  - bêta pur (peut-être Ru-106)[6]
  - gamma (Zn-65)[6]
- « Modèle moléculaire boules-bâtonnets » pour réaliser un modèle de particule alpha
- Gilbert Atomic Energy Manual — un manuel d'instructions de 60 pages écrit par Ralph Lapp (en)
- Learn How Dagwood Split the Atom — introduction à la radioactivité sous forme de bande dessinée, écrite avec l'aide du général Leslie Groves (directeur du projet Manhattan ) et du physicien John R. Dunning (en) (également impliqué dans le Projet Manhattan)[7],[8]
- Prospecting for Uranium — un livre de 1949 publié conjointement par la Commission de l'énergie atomique et l'Institut d'études géologiques des États-Unis
- Trois piles C
- Catalogue Gilbert Toys, 1951

Un catalogue de produits décrit l'ensemble comme suit : « Produit des images impressionnantes ! Vous permet de VOIR réellement les trajectoires des électrons et des particules alpha se déplaçant à des vitesses de plus de 16 000 km par SECONDE ! Les électrons qui se déplacent à des vitesses fantastiques produisent des trajectoires délicates et complexes de condensation électrique – magnifiques à regarder. L'observation de l'action de la chambre à brouillard est la chose la plus proche que l'homme ait jamais faite de l'observation de l'atome ! Le kit d'assemblage (la chambre peut être assemblée en quelques minutes) comprend un bloc d'alimentation Dri-Electric, un déioniseur, une ampoule de compression, une chambre d'observation en verre, des tubes, des câbles d'alimentation, un support et des pieds. »
Parmi d'autres activités, le kit proposait de « jouer à cache-cache avec la source de rayons gamma », mettant les joueurs au défi d'utiliser le compteur Geiger pour localiser un échantillon radioactif caché dans une pièce.

## Critiques
En 2006, la publication de culture pop Radar Magazine (en) qualifie le kit d'un des « 10 jouets les plus dangereux de tous les temps, ... si l'on excepte les pistolets à air comprimé, les lance-pierres, les étoiles à lancer et tout ce qui est destiné à infliger des dommages », en raison du matériel radioactif qu'il contenait (il figure en deuxième place sur la liste, le numéro 1 étant les fléchettes de jardin (en)).
La revue professionnelle IEEE Spectrum publie en 2020 une analyse plus détaillée, considérant le contexte de l'histoire des jouets éducatifs scientifiques (en) et les problèmes de sécurité qui y sont liés. L'article décrit l'exposition probable aux radiations comme « minimale, environ l'équivalent d'une journée d'exposition aux UV du soleil », à condition que les échantillons radioactifs ne soient pas retirés de leurs conteneurs, conformément aux avertissements figurant dans les instructions du kit.
Le Bulletin of the Atomic Scientists a publié un bref article sur le Web, dans lequel Voula Saridakis, conservatrice au Musée des sciences et de l'industrie (Chicago), présentait une vidéo détaillée des composants du laboratoire d'énergie atomique. Elle conclut en disant que le kit ne s'est pas vendu en raison de son prix élevé, et non en raison de préoccupations de sécurité à cette époque.
En 2020, le jeu est qualifié d'« un des jeux les plus dangereux de tous les temps ».
Selon un article de Libération publié en 2019 qui recueille l'avis de spécialistes, le kit ne contient pas d'uranium proprement dit d'une part, et d'autre part les éléments présents dans la boite, même s'ils sont radioactifs, sont de « petites sources radioactives » qui ne présentent pas de danger dans des conditions normales d'utilisation.

## Commercialisation
Contrairement aux kits de chimie d'AC Gilbert, le laboratoire d'énergie atomique n'a jamais connu le succès et a rapidement été retiré des ventes. Moins de 5 000 kits ont été vendus et le produit n'a été proposé qu'en 1950 et 1951,. Pour Gilbert, le laboratoire d'énergie atomique ne s'est pas vendu parce qu'il était plus adapté à ceux qui avaient déjà une formation scientifique, plutôt qu'au public jeune traditionnellement ciblé par la société AC Gilbert:334. L'Université de Columbia a acheté cinq de ces kits pour son laboratoire de physique,:333-334.
Quelques exemplaires du jeu sont conservés par divers musées. Le nombre réduit d'exemplaires produits (5000) et le faible nombre d'exemplaires encore restants en font un objet convoité par les collectionneurs, des sites en ligne en proposant à la vente ou aux enchères pour des montants de plusieurs milliers d'euros.